# تصفيات كأس الأمم الإفريقية 2015
تصفيات  كأس الأمم الإفريقية 2015 وضعت لتحديد المنتخبات الوطنية الأفريقية التي ستتأهل إلى النهائيات بدون حساب غينيا الاستوائية المتأهل كونه منظم هذه النسخة.
بعد مختلف الأدوار التمهيدية، سيكون 28 منتخبًا مقسمين على 7 مجموعات تتكون كل واحدة من 4 منتخبات.
سيتأهل أول وثاني كل مجموعة مباشرة بينما سيتأهل أفضل منتخب ثالث في كل المجموعات. تشارك 51 بلدًا في هذه التصفيات؛ 21 منتخبًا ذات التصنيف الأول في تصنيف الكاف (حسب نتائج آخر نسخة من الكأس الأفريقية) ستكون مؤهلة مباشرة إلى دور المجموعات من التصفيات. أما السبعة الآخرين المشاركين في المجموعات سيُعرفون خلال الادوار التمهيدية التي ستجري بين مايو وأغسطس 2014.

## المنتخبات المشاركة
| مرحلة المجموعات | المنافسة في التصفيات | المنافسة في التصفيات                                                                     |
| مرحلة المجموعات | الدخول في الجولة الأولى | الدخول في الدور التمهيدي                                                                 |
| --- | --- | ---------------------------------------------------------------------------------------- |
| 1. نيجيريا (39.5 نقطة) 2. غانا (38 نقطة) 3. ساحل العاج (36 نقطة) 4. زامبيا (33 نقطة) 5. بوركينا فاسو (32 نقطة) 6. مالي (30 نقطة) 7. تونس (22.5 نقطة) 8. الجزائر (18 نقطة) 9. أنغولا (17 نقطة) 10. الرأس الأخضر (16.5 نقطة) 11. توغو (14.5 نقطة) 12. مصر (14.5 نقطة) 13. جنوب إفريقيا (13.5 نقطة) 14. الكاميرون (13.5 نقطة) 15. جمهورية الكونغو الديمقراطية (12 نقطة) 16. إثيوبيا (12 نقطة) 17. الغابون (12 نقطة) 18. النيجر (11 نقطة) 19. غينيا (11 نقطة) 20. السنغال (11 نقطة) 21. السودان (10.5 نقاط) | 1. ليبيا (10.5 نقاط) 2. غينيا الاستوائية (9 نقاط) 3. بوتسوانا (8 نقاط) 4. مالاوي (7 نقاط) 5. أوغندا (6.5 نقاط) 6. موزمبيق (6 نقاط) 7. بنين (5.5 نقاط) 8. سيراليون (5 نقاط) 9. الكونغو (5 نقاط) 10. جمهورية إفريقيا الوسطى (4.5 نقاط) 11. زيمبابوي (4 نقاط) 12. كينيا (4 نقاط) 13. ليبيريا (3.5 نقاط) 14. غامبيا (3.5 نقاط) 15. رواندا (3.5 نقاط) 16. تنزانيا (3.5 نقاط) 17. ناميبيا (3 نقاط) 18. بوروندي (2 نقطتان) 19. ليسوتو (2 نقطتان) 20. غينيا بيساو (1.5 نقطة) 21. مدغشقر (1.5 نقطة) 22. تشاد (1 نقطة) 23. ساو تومي وبرينسيب (1 نقطة) 24. سيشل (1 نقطة) 25. جزر القمر (0.5 نقطة) 26. إسواتيني (0.5 نقطة) | 1. موريشيوس (0.5 نقطة) 2. إرتريا (0 نقطة) 3. موريتانيا (0 نقطة) 4. جنوب السودان (0 نقطة) |

## المواعيد
جدول مواعيد المسابقة كما يلي.
| الجولة            | المباريات               | التاريخ               |
| ----------------- | ----------------------- | --------------------- |
| الأدوار الإقصائية | الدور التمهيدي - الذهاب | 11–13 أبريل 2014      |
| الأدوار الإقصائية | الدور التمهيدي - الإياب | 18–20 أبريل 2014      |
| الأدوار الإقصائية | الدور الأول - الذهاب    | 16–18 مايو 2014       |
| الأدوار الإقصائية | الدور الأول - الإياب    | 30-1 مايو- يونيو 2014 |
| الأدوار الإقصائية | الدور الثاني - الذهاب   | 18–20 يوليو 2014      |
| الأدوار الإقصائية | الدور الثاني - الإياب   | 1–3 أغسطس 2014        |
| مرحلة المجموعات   | الجولة 1                | 5–6 سبتمبر 2014       |
| مرحلة المجموعات   | الجولة 2                | 10 سبتمبر 2014        |
| مرحلة المجموعات   | الجولة 3                | 10–11 أكتوبر 2014     |
| مرحلة المجموعات   | الجولة 4                | 15 أكتوبر 2014        |
| مرحلة المجموعات   | الجولة 5                | 14–15 نوفمبر 2014     |
| مرحلة المجموعات   | الجولة 6                | 19 نوفمبر 2014        |

## الأدوار الإقصائية

### الدور التمهيدي

#### جولة الذهاب
| إرتريا | ألغيت | جنوب السودان |
| ------ | ----- | ------------ |
|        | تقرير |              |

| موريتانيا    | 1 – 0 | موريشيوس |
| ------------ | ----- | -------- |
| أداما با 23' | تقرير |          |

#### جولة الإياب
| جنوب السودان | ألغيت | إرتريا |
| ------------ | ----- | ------ |
|              | تقرير |        |

| موريشيوس | 0 – 2 | موريتانيا                     |
| -------- | ----- | ----------------------------- |
|          | تقرير | ديمبا سو 38' · مولاي أحمد 90' |

تأهل منتخبي  جنوب السودان و موريتانيا للدور الأول.

### الدور الأول
شاركت المنتخبات التالية (وعددها 28، 2 من الدور التمهيدي و26 حسب تصفيف الكاف) في الدور الأول من الأدوار الإقصائية للتصفيات على أن يتأهل منهم 14 منتخبًا للدور الثاني.
المباريات تظهر بتوقيت جرينتش+1

#### جولة الذهاب
| غامبيا | ألغيت | سيشل |
| ------ | ----- | ---- |
|        | تقرير |      |

| مالاوي                 | 2 – 0 | تشاد |
| ---------------------- | ----- | ---- |
| مهانجو 7' · مهانجو 69' | تقرير |      |

| ساو تومي وبرينسيب | 0 – 2 | بنين                                      |
| ----------------- | ----- | ----------------------------------------- |
|                   | تقرير | ستيفان سيسينيون 78' · ستيفان سيسينيون 89' |

| ناميبيا   | 1 – 0 | الكونغو |
| --------- | ----- | ------- |
| بيستر 88' | تقرير |         |

| موريتانيا   | 1 – 0 | غينيا الاستوائية |
| ----------- | ----- | ---------------- |
| دياكيتي 76' | تقرير |                  |

| مدغشقر                                    | 2 – 1 | أوغندا               |
| ----------------------------------------- | ----- | -------------------- |
| أندريانتسيما 9' (ركلة جزاء) · كارولوس 24' | تقرير | كيزا 90' (ركلة جزاء) |

| كينيا      | 1 – 0 | جزر القمر |
| ---------- | ----- | --------- |
| أومولو 35' | تقرير |           |

| موزمبيق                                                            | 5 – 0 | جنوب السودان |
| ------------------------------------------------------------------ | ----- | ------------ |
| ماكايس 13' · ميكسر 42' · ماجانتي 45+2' · ماجانتي 54' · كارفالو 84' | تقرير |              |

| إسواتيني   | 1 – 1 | سيراليون |
| ---------- | ----- | -------- |
| شونغوي 55' | تقرير | فولاه 1' |

| تنزانيا  | 1 – 0 | زيمبابوي |
| -------- | ----- | -------- |
| بوكو 15' | تقرير |          |

| بوروندي | 0 – 0 | بوتسوانا |
| ------- | ----- | -------- |
|         | تقرير |          |

| ليبيا | 0 – 0 | رواندا |
| ----- | ----- | ------ |
|       | تقرير |        |

| جمهورية إفريقيا الوسطى | 0 – 0 | غينيا بيساو |
| ---------------------- | ----- | ----------- |
|                        | تقرير |             |

| ليبيريا   | 1 – 0 | ليسوتو |
| --------- | ----- | ------ |
| لافور 40' | تقرير |        |

#### جولة الإياب
| جزر القمر | 1 – 1 | كينيا     |
| --------- | ----- | --------- |
| ساندي 72' | تقرير | مسيكا 58' |

| جنوب السودان | 0 – 0 | موزمبيق |
| ------------ | ----- | ------- |
|              | تقرير |         |

| سيشل | ألغيت | غامبيا |
| ---- | ----- | ------ |
|      | تقرير |        |

| أوغندا          | 1 – 0 | مدغشقر |
| --------------- | ----- | ------ |
| غيوفري ماسا 13' | تقرير |        |

| رواندا                               | 3 – 0 | ليبيا |
| ------------------------------------ | ----- | ----- |
| بيروري 39' · بيروري 64' · بيروري 73' | تقرير |       |

| تشاد                              | 3 – 1 | مالاوي       |
| --------------------------------- | ----- | ------------ |
| نينغا 16' · نينغا 17' · نينغا 32' | تقرير | نجالاندي 52' |

| غينيا بيساو                          | 3 – 1 | جمهورية إفريقيا الوسطى |
| ------------------------------------ | ----- | ---------------------- |
| سيميدو 12' · بالديه 26' · سيميدو 45' | تقرير | بالامانجي 66'          |

| سيراليون                | 1 – 0 | إسواتيني |
| ----------------------- | ----- | -------- |
| بانجورا 80' (ركلة جزاء) | تقرير |          |

| زيمبابوي                      | 2 – 2 | تنزانيا                  |
| ----------------------------- | ----- | ------------------------ |
| فيري 3' · ويلارد كاتساندي 55' | تقرير | علي 21' · أوليموينغو 46' |

| ليسوتو                                  | 2 – 0 | ليبيريا |
| --------------------------------------- | ----- | ------- |
| بوتلواني 44' · أوليسيه 45+3' (في مرماه) | تقرير |         |

| بوتسوانا     | 1 – 0 | بوروندي |
| ------------ | ----- | ------- |
| موجوروسي 58' | تقرير |         |

| الكونغو                                      | 3 – 0 | ناميبيا |
| -------------------------------------------- | ----- | ------- |
| مبوسي جانفولا 43' · فيريبوري 46' · بيتري 66' | تقرير |         |

| بنين                                       | 2 – 0 | ساو تومي وبرينسيب |
| ------------------------------------------ | ----- | ----------------- |
| فريدريك جونونجبي 27' · ستيفان سيسينيون 71' | تقرير |                   |

| غينيا الاستوائية                        | 3 – 0 | موريتانيا |
| --------------------------------------- | ----- | --------- |
| كوينتيرو 3' · لاسو 71' · دوس سانتوس 85' | تقرير |           |

### الدور الثاني
المباريات معروضة بتوقيت جرينيتش+1.

#### جولة الذهاب
| أوغندا                  | 2 – 0 | موريتانيا |
| ----------------------- | ----- | --------- |
| ماجويجا 47' · أوكوي 68' | تقرير |           |

| بوتسوانا                                      | 0 – 0 | غينيا بيساو |
| --------------------------------------------- | ----- | ----------- |
| ليمبوني نشيرليتسو 27' · ليمبوني نشيرليتسو 39' | تقرير |             |

| سيراليون                                     | 2 – 0 | سيشل |
| -------------------------------------------- | ----- | ---- |
| خليفة جابي 55' · عمر بانجورا 72' (ركلة جزاء) | تقرير |      |

| ليسوتو        | 1 – 0 | كينيا |
| ------------- | ----- | ----- |
| موليتساني 60' | تقرير |       |

| تنزانيا                     | 2 – 2 | موزمبيق                               |
| --------------------------- | ----- | ------------------------------------- |
| خميس مشا 66' · خميس مشا 72' | تقرير | بيليمبي 47' (ركلة جزاء) · كارفالو 90' |

| الكونغو              | 2 – 0 | رواندا |
| -------------------- | ----- | ------ |
| غاندزي 70' · دور 86' | تقرير |        |

| بنين         | 1 – 0 | مالاوي |
| ------------ | ----- | ------ |
| سيسينيون 18' | تقرير |        |

#### جولة الإياب
| سيشل | ألغيت | سيراليون |
| ---- | ----- | -------- |
|      | تقرير |          |

| مالاوي    | 1 – 0 | بنين |
| --------- | ----- | ---- |
| باندا 13' |       |      |

| رواندا                     | 2 – 0 | الكونغو |
| -------------------------- | ----- | ------- |
| نداهيندوكا 55' · كاجير 60' | تقرير |         |

| غينيا بيساو | 1 – 1 | بوتسوانا         |
| ----------- | ----- | ---------------- |
| كاساما 19'  | تقرير | راماتلاكواني 90' |

| كينيا | 0 – 0 | ليسوتو |
| ----- | ----- | ------ |
|       | تقرير |        |

| موزمبيق                    | 2 – 1 | تنزانيا    |
| -------------------------- | ----- | ---------- |
| ماكايس 45+1' · بيليمبي 83' | تقرير | ساماتا 77' |

| موريتانيا | 0 – 1 | أوغندا         |
| --------- | ----- | -------------- |
|           | تقرير | سينتونجو 90+2' |

تأهلت المنتخبات السبع التالية إلى التصفيات النهائية:
1. الكونغو (تأهلت بدلًا من  رواندا بسبب التزوير في أوراق أحد اللاعبين).[2][3] ←المجموعة أ
2. مالاوي ←المجموعة ب
3. ليسوتو ←المجموعة ج
4. سيراليون ←المجموعة د
5. أوغندا ←المجموعة هـ
6. موزمبيق ←المجموعة و
7. بوتسوانا ←المجموعة ز

### التصفيات النهائية
| مفاتيح الألوان في جداول المجموعات                            |
| ------------------------------------------------------------ |
| يتأهل أول وثاني كل مجموعة بالإضافة لأفضل ثالث إلى النهائيات. |
| فريق لا يمكن أن يتأهل                                        |

#### المجموعة أ
| فريق         | لعب | ف | ت | خ | له | عليه | ف.أ | نقاط |
| ------------ | --- | - | - | - | -- | ---- | --- | ---- |
| جنوب إفريقيا | 6   | 3 | 3 | 0 | 9  | 3    | 6   | 12   |
| الكونغو      | 6   | 3 | 1 | 2 | 6  | 6    | 0   | 10   |
| نيجيريا      | 6   | 2 | 2 | 2 | 9  | 7    | 2   | 8    |
| السودان      | 6   | 1 | 0 | 5 | 3  | 11   | -8  | 3    |

|              | نيجيريا | جمهورية الكونغو | السودان | جنوب إفريقيا |
| ------------ | ------- | --------------- | ------- | ------------ |
| نيجيريا      | —       | 2 – 3           | 3 – 1   | 2 – 2        |
| الكونغو      | 0 – 2   | —               | 2 – 0   | 0 – 2        |
| السودان      | 1 – 0   | 0 – 1           | —       | 0 – 3        |
| جنوب إفريقيا | 0 – 0   | 0 – 0           | 2 – 1   | —            |

| السودان | 0 - 3 | جنوب إفريقيا                                   |
| ------- | ----- | ---------------------------------------------- |
|         | تقرير | برنس اونيانجي 55' · بينيديكت فيلاكازي 61'، 80' |

| نيجيريا                                     | 2 - 3 | الكونغو                                          |
| ------------------------------------------- | ----- | ------------------------------------------------ |
| إيفي إيريك أمبروز 13' · غبولاهان سالامي 89' | تقرير | برنس اونيانجي 16' · تييفي بيفوما كولوسا 41'، 54' |

| الكونغو                            | 2 - 0 | السودان |
| ---------------------------------- | ----- | ------- |
| فيربوري دور 4' · برنس اونيانجي 90' | تقرير |         |

| جنوب إفريقيا | 0 – 0 | نيجيريا |
| ------------ | ----- | ------- |
|              | تقرير |         |

| الكونغو | 0 – 2 | جنوب إفريقيا                           |
| ------- | ----- | -------------------------------------- |
|         | تقرير | بونغاني ندولولا 52' · توكيلو رانتي 54' |

| السودان          | 1 – 0 | نيجيريا |
| ---------------- | ----- | ------- |
| بكري المدينة 42' | تقرير |         |

| نيجيريا                                       | 3 – 1 | السودان          |
| --------------------------------------------- | ----- | ---------------- |
| أحمد موسى 48'، 87' · أروون سامويل أولناري 66' | تقرير | صلاح الجزولي 56' |

| جنوب إفريقيا | 0 – 0 | الكونغو |
| ------------ | ----- | ------- |
|              | تقرير |         |

| الكونغو | 0 – 2 | نيجيريا                                                 |
| ------- | ----- | ------------------------------------------------------- |
|         |       | أوتشي نووفور 55' (ركلة جزاء) · أروون سامويل أولناري 90' |

| جنوب إفريقيا                         | 2 – 1 | السودان          |
| ------------------------------------ | ----- | ---------------- |
| ثولاني سيريرو 38' · توكيلو رانتي 53' |       | صلاح الجزولي 76' |

| نيجيريا             | 2 – 2 | جنوب إفريقيا          |
| ------------------- | ----- | --------------------- |
| سوني ألوكو 68'، 90' |       | توكيلو رانتي 43'، 49' |

| السودان | 0 – 1 | الكونغو            |
| ------- | ----- | ------------------ |
|         |       | فرانسيس نجانجا 60' |

#### المجموعة ب
| فريق    | لعب | ف | ت | خ | له | عليه | ف.أ | نقاط |
| ------- | --- | - | - | - | -- | ---- | --- | ---- |
| الجزائر | 6   | 5 | 0 | 1 | 11 | 4    | 7   | 15   |
| مالي    | 6   | 3 | 0 | 3 | 8  | 6    | 2   | 9    |
| مالاوي  | 6   | 2 | 1 | 3 | 5  | 9    | -4  | 7    |
| إثيوبيا | 6   | 1 | 1 | 4 | 7  | 12   | -5  | 4    |

|         | إثيوبيا | مالي  | مالاوي | الجزائر |
| ------- | ------- | ----- | ------ | ------- |
| إثيوبيا | —       | 0 – 2 | 0 – 0  | 1 – 2   |
| مالي    | 2 – 3   | —     | 2 – 0  | 2 – 0   |
| مالاوي  | 3 – 2   | 2 – 0 | —      | 0 – 2   |
| الجزائر | 3 – 1   | 1 – 0 | 3 – 0  | —       |

| إثيوبيا                        | 1 - 2 | الجزائر                                    |
| ------------------------------ | ----- | ------------------------------------------ |
| صلاح الدين سيد 55' (ركلة جزاء) |       | العربي هلال سوداني 45' · ياسين براهيمي 84' |

| مالي                                    | 2 - 0 | مالاوي |
| --------------------------------------- | ----- | ------ |
| إيفي إيريك أمبروز 52' · شيخ دياباتي 93' |       |        |

| مالاوي                                                  | 3 - 2 | إثيوبيا                       |
| ------------------------------------------------------- | ----- | ----------------------------- |
| أتوسايي نيوندو 16' · داف باندا 63' · أتوسايي نيوندو 66' |       | جيتانيه كيبيدى 43' · صالح 90' |

| الجزائر        | 1 – 0 | مالي |
| -------------- | ----- | ---- |
| كارل مجاني 83' |       |      |

| مالاوي | 0 – 2 | الجزائر                              |
| ------ | ----- | ------------------------------------ |
|        |       | رفيق حليش 10' · جمال الدين مصباح 90' |

| إثيوبيا | 0 – 2 | مالي                                    |
| ------- | ----- | --------------------------------------- |
|         |       | عبد الله ديابي 33' · مصطفى ياتاباري 60' |

| مالي                                 | 2 – 3 | إثيوبيا                                                   |
| ------------------------------------ | ----- | --------------------------------------------------------- |
| باكاري ساكو 31' · مصطفى ياتاباري 70' |       | أوميد أوكوري 36' · جيتانيه كيبيدى 45' · أبيباو بوتاكو 90' |

| الجزائر                                              | 3 – 0 | مالاوي |
| ---------------------------------------------------- | ----- | ------ |
| ياسين براهيمي 2' · رياض محرز 45' · إسلام سليماني 55' |       |        |

| مالاوي                                | 2 – 0 | مالي |
| ------------------------------------- | ----- | ---- |
| روبرت نغامبي 64' · ايساو كانييندا 85' |       |      |

| الجزائر                                              | 3 – 1 | إثيوبيا          |
| ---------------------------------------------------- | ----- | ---------------- |
| سفيان فيغولي 32' · رياض محرز 41' · ياسين براهيمي 54' |       | أوميد أوكوري 22' |

| مالي                                           | 2 – 0 | الجزائر |
| ---------------------------------------------- | ----- | ------- |
| سيدو كيتا 29' (ركلة جزاء) · مصطفى ياتاباري 52' |       |         |

| إثيوبيا | 0 – 0 | مالاوي |
| ------- | ----- | ------ |
|         |       |        |

#### المجموعة ج
| فريق         | لعب | ف | ت | خ | له | عليه | ف.أ | نقاط |
| ------------ | --- | - | - | - | -- | ---- | --- | ---- |
| الغابون      | 6   | 3 | 3 | 0 | 9  | 4    | 5   | 12   |
| بوركينا فاسو | 6   | 3 | 2 | 1 | 8  | 4    | 4   | 11   |
| أنغولا       | 6   | 1 | 3 | 2 | 5  | 5    | 0   | 6    |
| ليسوتو       | 6   | 0 | 2 | 4 | 3  | 12   | -9  | 2    |

|              | أنغولا | بوركينا فاسو | ليسوتو | الغابون |
| ------------ | ------ | ------------ | ------ | ------- |
| أنغولا       | —      | 0 – 3        | 4 – 0  | 0 – 0   |
| بوركينا فاسو | 1 – 1  | —            | 2 – 0  | 1 – 1   |
| ليسوتو       | 0 – 0  | 0 – 1        | —      | 1 – 1   |
| الغابون      | 1 – 0  | 2 – 0        | 4 – 2  | —       |

| الغابون           | 1 – 0 | أنغولا |
| ----------------- | ----- | ------ |
| سامسون مبينجي 45' | تقرير |        |

| بوركينا فاسو                            | 2 – 0 | ليسوتو |
| --------------------------------------- | ----- | ------ |
| جوناثان بيترويبا 11' · ألان تراوريه 49' | تقرير |        |

| ليسوتو               | 1 – 1 | الغابون          |
| -------------------- | ----- | ---------------- |
| إيمانويل ليخانيا 60' | تقرير | ليفي ماديندا 76' |

| أنغولا | 0 – 3 | بوركينا فاسو                                 |
| ------ | ----- | -------------------------------------------- |
|        | تقرير | أريستيد بانس 43' · جوناثان بيترويبا 49'، 57' |

| ليسوتو | 0 – 0 | أنغولا |
| ------ | ----- | ------ |
|        | تقرير |        |

| الغابون                       | 2 – 0 | بوركينا فاسو |
| ----------------------------- | ----- | ------------ |
| أوباميانج 70' · أوباميانج 80' | تقرير |              |

| أنغولا                                                                 | 4 – 0 | ليسوتو |
| ---------------------------------------------------------------------- | ----- | ------ |
| جاسينتو 2' · آري بابيل 33' · كويتلي 47' (هدف في مرماه) · لوف 57' (هدف) | تقرير |        |

| بوركينا فاسو | 1 – 1 | الغابون    |
| ------------ | ----- | ---------- |
| بيترويبا 30' | تقرير | إيفونا 79' |

| ليسوتو | 0 – 1 | بوركينا فاسو        |
| ------ | ----- | ------------------- |
|        |       | جوناثان بيترويبا 3' |

| أنغولا | 0 – 0 | الغابون |
| ------ | ----- | ------- |
|        |       |         |

| بوركينا فاسو                     | 1 – 1 | أنغولا                        |
| -------------------------------- | ----- | ----------------------------- |
| جوناثان بيترويبا 45' (ركلة جزاء) |       | دجالما كامبوس 27' (ركلة جزاء) |

| الغابون                                                                              | 4 – 2 | ليسوتو              |
| ------------------------------------------------------------------------------------ | ----- | ------------------- |
| ليفي ماديندا 40' · مليك إيفونا 51' · هنري ندونغ 67' (هدف في مرماه) · مليك إيفونا 80' |       | هنري ندونغ 55'، 75' |

#### المجموعة د
| فريق                        | لعب | ف | ت | خ | له | عليه | ف.أ | نقاط |
| --------------------------- | --- | - | - | - | -- | ---- | --- | ---- |
| الكاميرون                   | 6   | 4 | 2 | 0 | 9  | 1    | 8   | 14   |
| ساحل العاج                  | 6   | 3 | 1 | 2 | 13 | 11   | 2   | 10   |
| جمهورية الكونغو الديمقراطية | 6   | 3 | 0 | 3 | 10 | 9    | 1   | 9    |
| سيراليون                    | 6   | 0 | 1 | 5 | 3  | 14   | -11 | 1    |

|                             | الكاميرون | جمهورية الكونغو الديمقراطية | ساحل العاج | سيراليون |
| --------------------------- | --------- | --------------------------- | ---------- | -------- |
| الكاميرون                   | —         | 1 – 0                       | 4 – 1      | 4 – 1    |
| جمهورية الكونغو الديمقراطية | 0 – 2     | —                           | 1 – 2      | 3 – 1    |
| ساحل العاج                  | 0 – 0     | 3 – 4                       | —          | 2 – 1    |
| سيراليون                    | 0 – 0     | 0 – 2                       | 1 – 5      | —        |

| جمهورية الكونغو الديمقراطية | 0 – 2 | الكاميرون               |
| --------------------------- | ----- | ----------------------- |
|                             | تقرير | موانجي 45' · أبوبكر 81' |

| ساحل العاج                | 2 – 1 | سيراليون      |
| ------------------------- | ----- | ------------- |
| دومبيا 63' · جيرفينيو 68' | تقرير | كي كامارا 43' |

| سيراليون | 0 – 2 | جمهورية الكونغو الديمقراطية |
| -------- | ----- | --------------------------- |
|          | تقرير | ندومبي 52' · بوكيلا 87'     |

| الكاميرون                                 | 4 – 1 | ساحل العاج     |
| ----------------------------------------- | ----- | -------------- |
| موانجي 15' · أبوبكر 37'، 54' · موانجي 76' | تقرير | يحيى توريه 24' |

| سيراليون | 0 – 0 | الكاميرون |
| -------- | ----- | --------- |
|          | تقرير |           |

| جمهورية الكونغو الديمقراطية | 1 – 2 | ساحل العاج            |
| --------------------------- | ----- | --------------------- |
| مونغونغو 68' (ركلة جزاء)    | تقرير | بوني 25' · غراديل 84' |

| الكاميرون             | 2 – 0 | سيراليون |
| --------------------- | ----- | -------- |
| · كويوكي 4' · مبيا 7' | تقرير |          |

| ساحل العاج               | 3 – 4 | جمهورية الكونغو الديمقراطية                |
| ------------------------ | ----- | ------------------------------------------ |
| توري 24' · كالو 68'، 72' | تقرير | كيبانو 21' · كالونجي 33' · بوكيلا 36'، 88' |

| سيراليون         | 1 – 5 | ساحل العاج                                                                 |
| ---------------- | ----- | -------------------------------------------------------------------------- |
| محمد بانغورا 24' |       | كولو توريه 7' · سالمون كالو 50'، 75' · ماكس غريدل 50' · كواسي جيرفينهو 60' |

| الكاميرون         | 1 – 0 | جمهورية الكونغو الديمقراطية |
| ----------------- | ----- | --------------------------- |
| فينسنت أبوبكر 71' |       |                             |

| ساحل العاج | 0 – 0 | الكاميرون |
| ---------- | ----- | --------- |
|            |       |           |

| جمهورية الكونغو الديمقراطية                                           | 3 – 1 | سيراليون       |
| --------------------------------------------------------------------- | ----- | -------------- |
| يانيك بولاسي 40' · سيدريك مونغونغو 63' (ركلة جزاء) · يانيك بولاسي 90' |       | جون كامارا 35' |

#### المجموعة هـ
| فريق   | لعب | ف | ت | خ | له | عليه | ف.أ | نقاط |
| ------ | --- | - | - | - | -- | ---- | --- | ---- |
| غانا   | 6   | 3 | 2 | 1 | 11 | 7    | 4   | 11   |
| غينيا  | 6   | 3 | 1 | 2 | 10 | 8    | 2   | 10   |
| أوغندا | 6   | 2 | 1 | 3 | 4  | 5    | -1  | 7    |
| توغو   | 6   | 2 | 0 | 4 | 7  | 12   | -5  | 6    |

|        | أوغندا | غينيا | توغو  | غانا  |
| ------ | ------ | ----- | ----- | ----- |
| أوغندا | —      | 2 – 0 | 0 – 1 | 1 – 0 |
| غينيا  | 2 – 0  | —     | 2 – 1 | 1 – 1 |
| توغو   | 1 – 0  | 1 – 4 | —     | 2 – 3 |
| غانا   | 1 – 1  | 3 – 1 | 3 – 1 | —     |

| غينيا                                          | 2 – 1 | توغو               |
| ---------------------------------------------- | ----- | ------------------ |
| سيدوبا سوماه 11' (ركلة جزاء) · إدريسا سيلا 45' | تقرير | جواناثان أييتي 57' |

| غانا                      | 1 – 1 | أوغندا          |
| ------------------------- | ----- | --------------- |
| أندري أيو 50' (ركلة جزاء) | تقرير | توني ماويجي 45' |

| أوغندا                            | 2 – 0 | غينيا |
| --------------------------------- | ----- | ----- |
| جيوفري ماسا 22' · جيوفري ماسا 42' | تقرير |       |

| توغو                           | 2 – 3 | غانا                                   |
| ------------------------------ | ----- | -------------------------------------- |
| فلويد أييتي 12' · أديبايور 77' | تقرير | أسامواه جيان 24' · بادو 34' · أتسو 85' |

| أوغندا | 0 – 1 | توغو          |
| ------ | ----- | ------------- |
|        | تقرير | دونو كوكو 32' |

| غينيا              | 1 – 1 | غانا             |
| ------------------ | ----- | ---------------- |
| إبراهيم تراوري 81' | تقرير | أسامواه جيان 27' |

| توغو       | 1 – 0 | أوغندا |
| ---------- | ----- | ------ |
| أكاكبو 70' | تقرير |        |

| غانا                                                | 3 – 1 | غينيا      |
| --------------------------------------------------- | ----- | ---------- |
| جيان 14' · أيو 57' (ركلة جزاء) · أجيمانج-بادو 90+6' | تقرير | ياتارا 34' |

| أوغندا           | 1 – 0 | غانا |
| ---------------- | ----- | ---- |
| سافيو كابوغو 10' |       |      |

| توغو                              | 1 – 4 | غينيا                                         |
| --------------------------------- | ----- | --------------------------------------------- |
| ايمانويل أديبايور 69' (ركلة جزاء) |       | ايسياجا سيلا 25' · سيدوبا سوماه 40'، 59'، 65' |

| غانا                                                                | 3 – 1 | توغو              |
| ------------------------------------------------------------------- | ----- | ----------------- |
| عبد المجيد واريس 24' · مبارك واكاسو 28' · إيمانويل أجيمانج بادو 68' |       | جوناثان أييتي 47' |

| غينيا                                              | 2 – 0 | أوغندا |
| -------------------------------------------------- | ----- | ------ |
| إبراهيما تراوري 23' · سيدوبا سوماه 62' (ركلة جزاء) |       |        |

#### المجموعة و
| فريق         | لعب | ف | ت | خ | له | عليه | ف.أ | نقاط |
| ------------ | --- | - | - | - | -- | ---- | --- | ---- |
| الرأس الأخضر | 6   | 4 | 0 | 2 | 9  | 6    | 3   | 12   |
| زامبيا       | 6   | 3 | 2 | 1 | 6  | 2    | 4   | 11   |
| موزمبيق      | 6   | 1 | 3 | 2 | 4  | 4    | 0   | 6    |
| النيجر       | 6   | 0 | 3 | 3 | 4  | 11   | -7  | 3    |

|              | زامبيا | موزمبيق | النيجر | الرأس الأخضر |
| ------------ | ------ | ------- | ------ | ------------ |
| زامبيا       | —      | 0 – 0   | 3 – 0  | 1 – 0        |
| موزمبيق      | 0 – 1  | —       | 1 – 1  | 2 – 0        |
| النيجر       | 0 – 0  | 1 – 1   | —      | 1 – 3        |
| الرأس الأخضر | 2 – 1  | 1 – 0   | 3 – 1  | —            |

| زامبيا | 0 – 0 | موزمبيق |
| ------ | ----- | ------- |
|        | تقرير |         |

| النيجر     | 1 – 3 | الرأس الأخضر                          |
| ---------- | ----- | ------------------------------------- |
| ماعازو 34' | تقرير | رودريجيز 3' · فورتز 16' · أندرادي 24' |

| الرأس الأخضر             | 2 – 1 | زامبيا      |
| ------------------------ | ----- | ----------- |
| أندرادي 33' · مينديز 77' | تقرير | مولينغا 55' |

| موزمبيق                | 1 – 1 | النيجر   |
| ---------------------- | ----- | -------- |
| بيليمبي 6' (ركلة جزاء) | تقرير | سيسي 25' |

| موزمبيق                | 2 – 0 | الرأس الأخضر |
| ---------------------- | ----- | ------------ |
| غوامبي 44' · فايفي 60' | تقرير |              |

| النيجر | 0 – 0 | زامبيا |
| ------ | ----- | ------ |
|        | تقرير |        |

| الرأس الأخضر | 1 – 0 | موزمبيق |
| ------------ | ----- | ------- |
| راموس 75'    | تقرير |         |

| زامبيا                                          | 3 – 0 | النيجر |
| ----------------------------------------------- | ----- | ------ |
| كالابا 58' · مايوكا 73' · مويني 87' (ركلة جزاء) | تقرير |        |

| الرأس الأخضر                                                    | 3 – 1 | النيجر           |
| --------------------------------------------------------------- | ----- | ---------------- |
| جوسيمار ليما 68' · جايلتون ألفيس ميراندا 89' · هيلدون راموس 90' |       | مختار ياكوبا 70' |

| موزمبيق | 0 – 1 | زامبيا             |
| ------- | ----- | ------------------ |
|         |       | غيفن سينغولوما 67' |

| النيجر           | 1 – 1 | موزمبيق                   |
| ---------------- | ----- | ------------------------- |
| مختار ياكوبا 70' |       | ديوغو أنطونيو ألبيرتو 84' |

| زامبيا             | 1 – 0 | الرأس الأخضر |
| ------------------ | ----- | ------------ |
| كامبامبا شينتو 78' |       |              |

#### المجموعة ز
| فريق     | لعب | ف | ت | خ | له | عليه | ف.أ | نقاط |
| -------- | --- | - | - | - | -- | ---- | --- | ---- |
| تونس     | 6   | 4 | 2 | 0 | 6  | 2    | 4   | 14   |
| السنغال  | 6   | 4 | 1 | 1 | 8  | 1    | 7   | 13   |
| مصر      | 6   | 2 | 0 | 4 | 5  | 6    | -1  | 6    |
| بوتسوانا | 6   | 0 | 1 | 5 | 1  | 11   | -10 | 1    |

|          | تونس  | السنغال | مصر   | بوتسوانا |
| -------- | ----- | ------- | ----- | -------- |
| تونس     | —     | 2 – 1   | 1 – 0 | 2 – 1    |
| السنغال  | 2 – 0 | —       | 0 – 0 | 3 – 0    |
| مصر      | 0 – 2 | 2 – 0   | —     | 0 – 1    |
| بوتسوانا | 0 – 2 | 0 – 2   | 0 – 0 | —        |

| السنغال              | 2 – 0 | مصر |
| -------------------- | ----- | --- |
| ضيوف 19' · مانيه 45' | تقرير |     |

| تونس                                 | 2 – 1 | بوتسوانا     |
| ------------------------------------ | ----- | ------------ |
| خازري 75' · الشيخاوي 90' (ركلة جزاء) | تقرير | موغوروسي 44' |

| بوتسوانا | 0 – 2 | السنغال              |
| -------- | ----- | -------------------- |
|          | تقرير | مانيه 33' · ندوي 84' |

| مصر | 0 – 1 | تونس                  |
| --- | ----- | --------------------- |
|     | تقرير | فخر الدين بن يوسف 14' |

| بوتسوانا | 0 – 2 | مصر                            |
| -------- | ----- | ------------------------------ |
|          | تقرير | محمد صلاح 56' · محمد النني 62' |

| السنغال | 0 – 0 | تونس |
| ------- | ----- | ---- |
|         | تقرير |      |

| مصر                 | 2 – 0 | بوتسوانا |
| ------------------- | ----- | -------- |
| جمال 52' · صلاح 72' | تقرير |          |

| تونس       | 1–0   | السنغال |
| ---------- | ----- | ------- |
| ساسي 90+4' | تقرير |         |

| بوتسوانا | 0 – 0 | تونس |
| -------- | ----- | ---- |
|          |       |      |

| مصر | 0 – 1 | السنغال            |
| --- | ----- | ------------------ |
|     |       | مامي بيرام ضيوف 8' |

| تونس                                 | 2 – 1 | مصر           |
| ------------------------------------ | ----- | ------------- |
| ياسين الشيخاوي 53' · وهبي الخزري 81' |       | محمد صلاح 14' |

| السنغال                                        | 3 – 0 | بوتسوانا |
| ---------------------------------------------- | ----- | -------- |
| كارا مبودجي 21' · بابيس سيسي 26' · موسى سو 72' |       |          |

#### أفضل منتخب ثالث
يتأهل المنتخب الأفضل بين أصحاب المركز الثالث في المجموعات السبع إلى النهائيات.
قواعد الترتيب:
1. مجموع النقاط
2. فارق الأهداف
3. له
4. عليه
5. مباراة فاصلة

| المجموعة | المنتخب                     | لعب | ف | ت | خ | له | عليه | ف.أ | نقاط |
| -------- | --------------------------- | --- | - | - | - | -- | ---- | --- | ---- |
| د        | جمهورية الكونغو الديمقراطية | 6   | 3 | 0 | 3 | 10 | 9    | 1   | 9    |
| أ        | نيجيريا                     | 6   | 2 | 2 | 2 | 9  | 7    | 2   | 8    |
| هـ       | أوغندا                      | 6   | 2 | 1 | 3 | 4  | 5    | -1  | 7    |
| ب        | مالاوي                      | 6   | 2 | 1 | 3 | 5  | 9    | -4  | 7    |
| ج        | أنغولا                      | 6   | 1 | 3 | 2 | 5  | 5    | 0   | 6    |
| و        | موزمبيق                     | 6   | 1 | 3 | 2 | 4  | 4    | 0   | 6    |
| ز        | مصر                         | 6   | 2 | 0 | 4 | 5  | 6    | -1  | 6    |

## الفرق المتأهلة
| الدولة                      | طريقة التأهل     | تاريخ ضمان التأهل | آخر مشاركة | عدد المشاركات | أفضل مركز                      |
| --------------------------- | ---------------- | ----------------- | ---------- | ------------- | ------------------------------ |
| غينيا الاستوائية            | المستضيف         | 14 نوفمبر 2014    | 2012       | 2             | ربع النهائي (2012)             |
| الجزائر                     | أول المجموعة ب   | 15 أكتوبر 2014    | 2013       | 16            | البطل (1990)                   |
| الرأس الأخضر                | أول المجموعة و   | 15 أكتوبر 2014    | 2013       | 2             | ربع النهائي (2013)             |
| تونس                        | أول المجموعة ي   | 14 نوفمبر 2014    | 2013       | 17            | البطل (2004)                   |
| جنوب إفريقيا                | أول المجموعة أ   | 15 نوفمبر 2014    | 2013       | 9             | البطل (1996)                   |
| زامبيا                      | ثاني المجموعة و  | 15 نوفمبر 2014    | 2013       | 17            | البطل (2012)                   |
| الكاميرون                   | أول المجموعة د   | 15 نوفمبر 2014    | 2013       | 17            | البطل (1984، 1988، 2000، 2002) |
| بوركينا فاسو                | أول المجموعة ج   | 15 نوفمبر 2014    | 2013       | 9             | الوصيف (2013)                  |
| الغابون                     | ثاني المجموعة ج  | 15 نوفمبر 2014    | 2012       | 5             | ربع النهائي (1996)             |
| السنغال                     | ثاني المجموعة ي  | 15 نوفمبر 2014    | 2012       | 13            | الوصيف (2002)                  |
| ساحل العاج                  | ثاني المجموعة د  | 15 نوفمبر 2014    | 2013       | 20            | البطل (1992)                   |
| غانا                        | أول المجموعة هـ  | 15 نوفمبر 2014    | 2013       | 19            | البطل (1963، 1965، 1978، 1982) |
| غينيا                       | ثاني المجموعة هـ | 19 نوفمبر 2014    | 2013       | 11            | الوصيف (1976)                  |
| مالي                        | ثاني المجموعة ب  | 19 نوفمبر 2014    | 2013       | 9             | الوصيف (1972)                  |
| الكونغو                     | ثاني المجموعة أ  | 19 نوفمبر 2014    | 2000       | 7             | البطل (1972)                   |
| جمهورية الكونغو الديمقراطية | أفضل مركز ثالث   | 19 نوفمبر 2014    | 2013       | 17            | البطل (1968، 1974)             |